# Galaretnica nastroszona

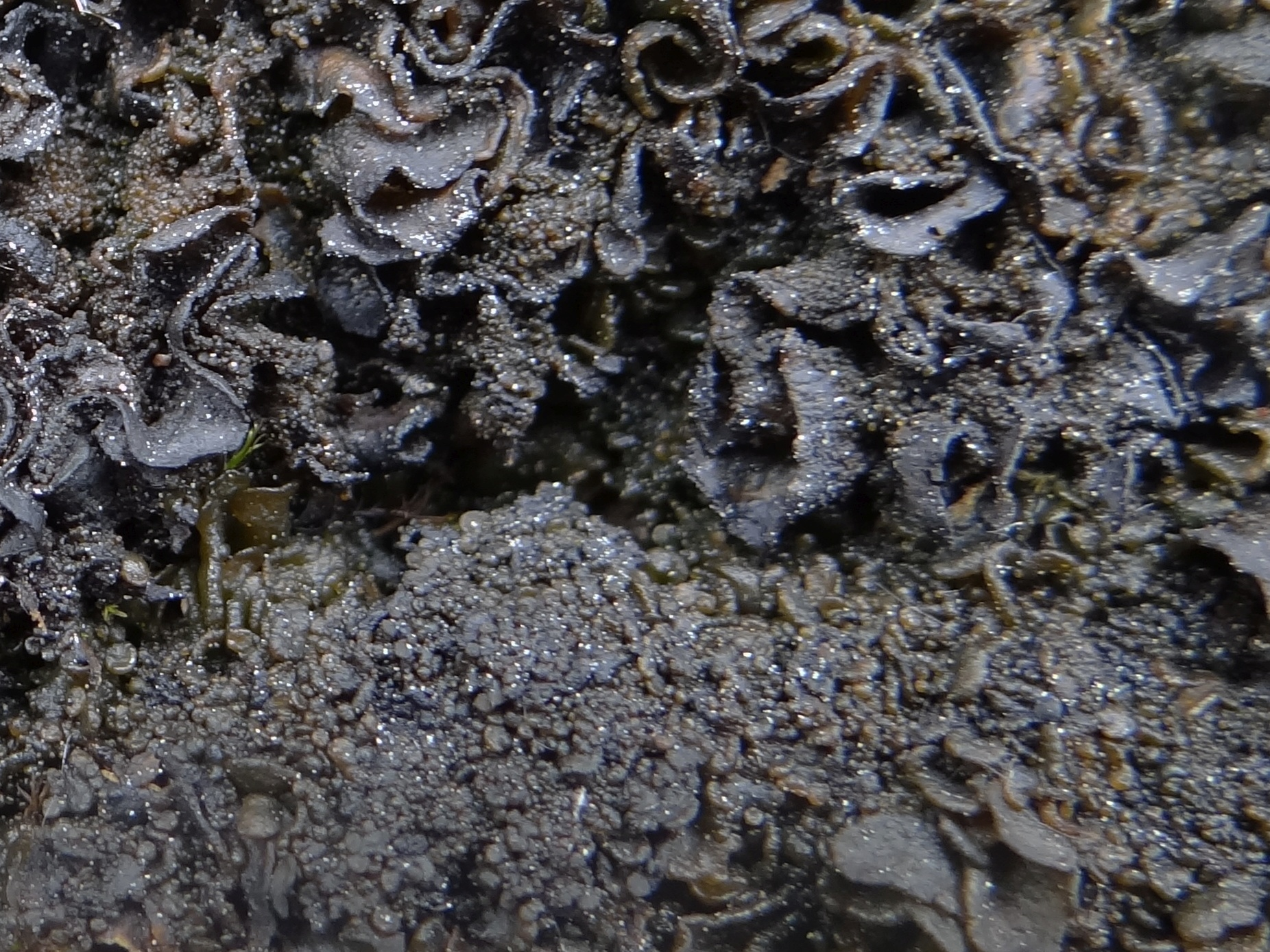

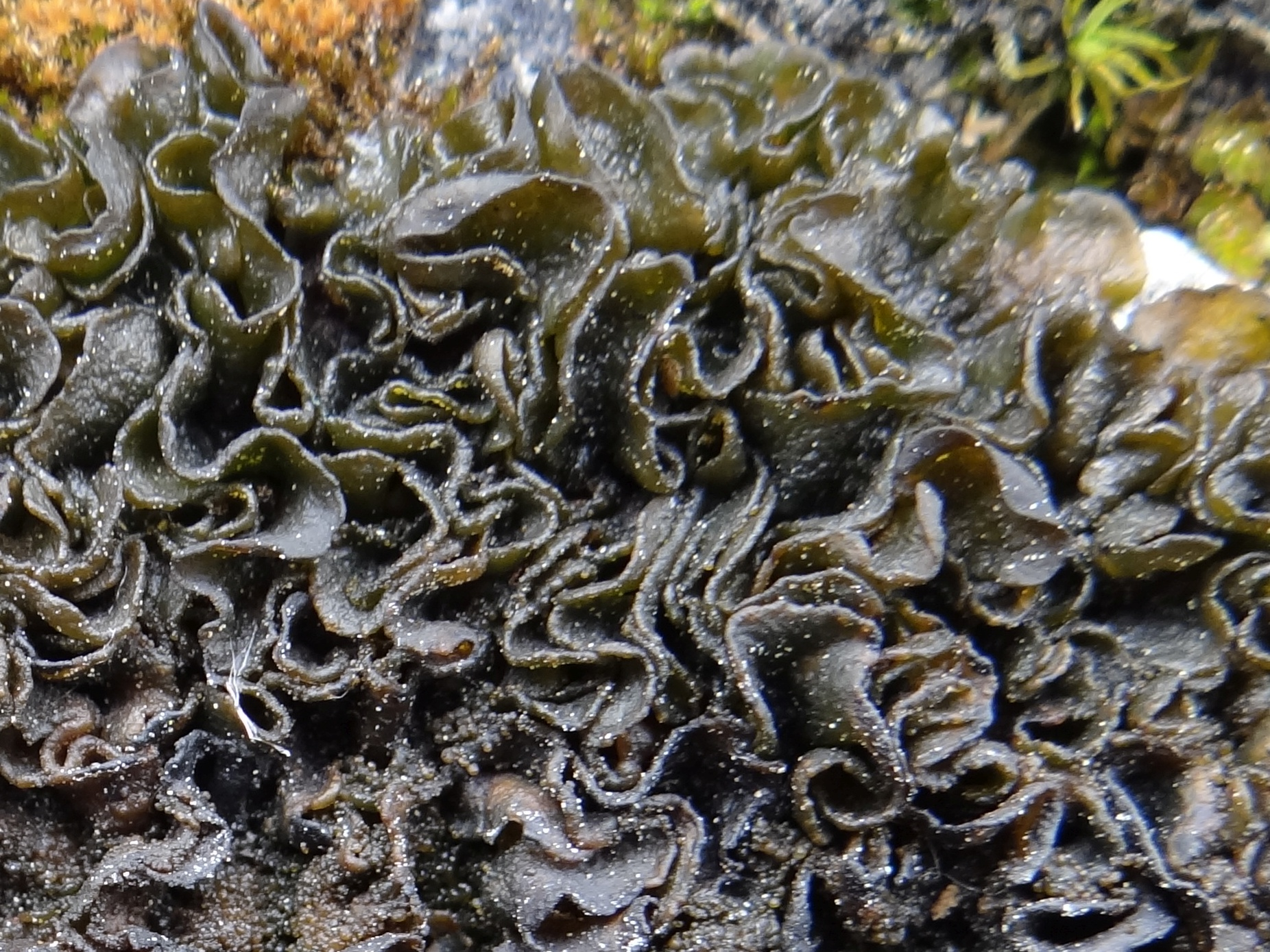

Galaretnica nastroszona (Enchylium bachmanianum (Fink) Otálora, P.M. Jørg. & Wedin) – gatunek grzybów należący do rodziny galaretnicowatych (Collemataceae). Ze względu na współżycie z glonami zaliczany jest do porostów.

## Systematyka i nazewnictwo
Pozycja w klasyfikacji według Index Fungorum: Collemataceae, Peltigerales, Lecanoromycetidae, Lecanoromycetes, Pezizomycotina, Ascomycota, Fungi.
Po raz pierwszy takson ten zdiagnozował w roku 1790 Bruce Fink, nadając mu nazwę Collemodes bachmanianum. Obecną, uznaną przez Index Fungorum nazwę nadali mu w roku 2014 P.M. Jørg. i Wedin, przenosząc go do rodzaju Enchylium. Synonimy naukowe:
- Collema bachmanianum (Fink) Degel. 1954
- Collemodes bachmanianum Fink 1918

W piśmiennictwie polskim opisywany był pod nazwą Collema bachmanianum. W Krytycznej liście porostów i grzybów naporostowych Polski ma nazwę galaretnica nastroszona, nazwa ta jest jednak niespójna z obecną nazwą naukową.

## Morfologia
Plecha listkowata, homeomeryczna, bez kory, zawierająca sinice z rodzaju Nostoc. W stanie suchym jest krucha i sztywna, w stanie wilgotnym galaretowata. Ma średnicę do 5 cm, zazwyczaj jednak jest mniejsza. Kształt kolisty lub nieregularny, barwa od ciemnoliwkowej do czarnej. Jest wcinana, ma liczne nieregularne odcinki, często tworzące zachodzące na siebie rozetki. Odcinki te mają szerokość 0,5–6 mm, są wklęsłe lub płaskie, całobrzegie lub wcinane. Ich górna powierzchnia jest płaska lub pokryta izydiami. Są one tej samej barwy co plecha, początkowo kuliste, później miseczkowate lub łuseczkowate.
Owocniki typu apotecjum pojawiają się rzadko. Mają średnicę 1–2,5 mm, płaskie lub nieco wypukłe tarczki o barwie ciemnoczerwonej lub czerwonobrunatnej i cienkim brzeżku, często pokrytym izydiami. Powstają w nich 4-komórkowe, czasami (rzadko) 5-6-komórkowe askospory o rozmiarach 26–34 × 13–15 μm. W miejscu przegród między komórkami są nieznacznie przewężone. Pyknidia występują na brzegu odcinku lub na odcinkach i są zanurzone w plesze. Powstają w nich pałeczkowate  pykniospory o nieco nabrzmiałych końcach i rozmiarach 4,5–6 × 1,5–1,8 μm.
Reakcje barwne: wszystkie negatywne.

## Występowanie i siedlisko
Opisano występowanie tego gatunku w: Ameryce Północnej, Europie (w tym na Islandii), północnej Afryce, na Bliskim i Środkowym Wschodzie, w Indiach i Nowej Zelandii. W Polsce gatunek rzadki. Znajduje się na Czerwonej liście roślin i grzybów Polski. Ma status I – gatunek o nieokreślonym zagrożeniu. W piśmiennictwie polskim podano jego stanowiska m.in. na Wyżynie Śląskiej, Wyżynie Wieluńskiej, Wyżynie Krakowsko-Częstochowskiej, w Sudetach, Górach Słonnych, w Poznaniu, na Mazurach, Kujawach, Pomorzu Zachodnim. 
Rośnie w nasłonecznionych miejscach na lessie, na wapiennej glebie i na skałach, głównie wapiennych.

## Gatunki podobne
Charakterystyczną cechą galaretnicy nastroszonej są izydia, które początkowo są kuliste, później płaskie, miseczkowate, wklęsłe lub uszkowate,  Tzw. galaretnica czarna (Lathagrium fuscovirens) odróżnia się tym, że jej izydia cały czas są kuliste.